# Organisches Psychosyndrom
Das Organische Psychosyndrom (OPS), auch Hirnorganisches Psychosyndrom (HOPS) ist ein Sammelbegriff für neuropsychiatrische Störungen infolge einer organischen Hirnveränderung, deren Ursache offensichtlich (bspw. Stöße (Trauma), Schlaganfall, Tumor) oder subtil (bspw. entzündlich, autoimmun) sein kann. Dabei kommen akute und chronische Verlaufsformen vor. Ursachen sind häufig Hirngefäßverkalkungen, Unfälle mit Kopfverletzungen, Hirntumoren, aber auch systemische Erkrankungen mit Gehirnbeteiligung. Psychische Symptome infolge eines Hirnorganischen Psychosyndroms stellen keine seelische Erkrankung im eigentlichen Sinne dar.

## Akute organische Psychosyndrome
Ein akutes Hirnorganisches Psychosyndrom kann mannigfaltige Ursachen haben. Unabhängig vom schadensverursachenden Mechanismus liegt beim Hirnorganischen Psychosyndrom stets die Dysfunktion von Hirnaktivitäten durch Schädigungen auf makroskopischer Ebene (Verletzungen des Gehirns) oder durch subtile Einwirkungen (Noxen, Entzündungen, Stoffwechselentgleisungen etc.) vor. Häufige Symptome eines akuten Hirnorganischen Psychosyndroms sind unter anderem:
- Delirium
- amnestisches Syndrom
- Koma
- Denkstörungen
- Verwirrtheit
- Orientierungsstörung
- Stimmungsschwankungen
- Halluzinationen

Je nach Ursache sind hirnorganische Psychosyndrome rückbildungsfähig oder gehen in chronische Verlaufsformen über.

## Chronische organische Psychosyndrome
Chronische Verlaufsformen sind – in Abhängigkeit von der Ursache – stabil oder progredient. Beispiele sind unter anderem:
- Wesensänderungen, meist reizbar oder apathisch, aber auch mit variabler Symptomatik
- Frontalhirnsyndrome
- Korsakow-Syndrom
- Klüver-Bucy-Syndrom
- Defektsyndrome nach Koma
- Apallisches Syndrom
- Akinetischer Mutismus
- PIBS

## Post-inflammatory brain syndrome (PIBS)
Das Post-inflammatory brain syndrome (PIBS) ‚Postinflammatorisches Hirnsyndrom‘ ist die Bezeichnung für ein organisches Hirnsyndrom mit neuropsychiatrischen Symptomen, das mit einer chronischen Aktivierung des Typ-1-Immunsystems (inertes Immunsystem) einhergeht. Es kann die Folge eines Traumas (Krafteinwirkung auf den Kopf wie bspw. eine Gehirnerschütterung) sein, aber – bei entsprechender genetischer Veranlagung – auch durch Aktivierungen der Typ-1-Immunantwort in peripheren Körperregionen ausgelöst werden. Die Symptome des PIBS sind häufig diffus, meist finden sich kognitive Beeinträchtigungen variabler Ausprägung sowie motorische und/oder psychiatrische Symptome. PIBS wurde von einem Forscherteam um Michel P. Rathbone erstmals definiert und beschreibt einen grundlegenden Pathomechanismus hinsichtlich immunologisch bedingter neuropsychiatrischer Hirnerkrankungen. Die Definition von PIBS steht im Einklang mit anderen, in den vergangenen Jahren neu erforschten Erkrankungen wie bspw. der Anti-NMDA-Rezeptor-Enzephalitis, der Anti-GABA-Rezeptor-Enzephalitis, der VGKC-Komplex-Antikörper-Enzephalitis, Störungen des Kynureninstoffwechsels sowie dem Pediatric Acute-onset Neuropsychiatric Syndrome (PANS) und verwandten Erkrankungen. Im Wesentlichen beschreibt PIBS ein komplexes und chronisches Hirnsyndrom immunologischer Ursache, das u. a. als Folge von leichten Gehirnverletzungen (z. B. Stöße) und entzündlichen Erkrankungen in anderen Teilen des Körpers (bspw. in der Leber) auftreten kann. Als wesentlich werden neben Veränderungen im Kynureninstoffwechsel vor allem Zytokinausschüttungen und eine Aktivierung von Entzündungsmediatoren beschrieben, welche zu Störungen der Gehirnaktivität führen können. Ein Einwirken auf die Signalübertragung im synaptischen Spalt spielt hierbei eine herausgehobene Rolle. Im Rahmen des ICD-10 ist PIBS bei unklarer Ursache in der Regel unter F06.9 („nicht näher bezeichnete organische psychische Störung aufgrund einer Schädigung oder Funktionsstörung des Gehirns oder einer körperlichen Krankheit Inkl.: Hirnorganisches Syndrom o.n.A.“) zu kodieren.

## Ursachen
Das Hirnorganische Psychosyndrom kann durch viele Arten von Einwirkungen auf das Gehirn ausgelöst werden. Zu nennen sind beispielhaft:
- Neurodegenerative Erkrankungen
- Atypische Parkinson-Syndrome
- Epilepsie
- Hirntumoren, Apoplex
- Klassische Enzephalitiden
- Subtile Enzephalitiden (bspw. Anti-NMDA-Rezeptor-Enzephalitis, PIBS, PANS u. a.)
- Intoxikation
- Alkoholmissbrauch
- Hypoxie
- Exsikkose
- Endokrine Störungen (bspw. Hypothyreose)
- Stoffwechselstörungen (bspw. Diabetes mellitus)
- Urämie
- Leberversagen u. a.

## Behandlung
Die Behandlung eines Hirnorganischen Syndroms richtet sich stets nach seiner Ursache. Daher ist auch die Prognose jeweils ursachenabhängig.
Je schneller und effektiver der verursachende Faktor der Hirnschädigung behoben wird, desto besser ist meist die Chance auf eine Genesung.